# Agladrillia piscorum
Agladrillia piscorum é uma espécie de gastrópode do gênero Agladrillia, pertencente a família Drilliidae.